# Moisés Cabello Alemán
Moisés Cabello Alemán es un autor español de género, nacido en Tenerife (Islas Canarias) en 1981. Ha publicado la serie de novelas de ciencia ficción Multiverso, compuesta por Multiverso Armantia, Multiverso Gemini y Multiverso Olimpo todas ellas publicadas bajo una licencia Creative Commons. También ha publicado, en iguales condiciones, un libro de relatos variados llamado "El color del fin del mundo"
En mayo de 2010 presentó "La última vigilia", una antología de diez relatos de distintos géneros escritos entre 2004 y 2008, publicada por Ediciones Idea. Uno de los relatos incluidos en el libro llamado "¿Se encuentra usted bien?", resultó finalista en la primera edición del certamen de relatos HELLINFILM en 2008 y ganador en la categoría de ciencia ficción.